# Livh i P4
Livh i P4 är ett humorprogram som sänds i Sveriges Radio P4 lördagkvällar mellan 18 och 20 första sändningen var 13 januari 2007.
Programledare är Stefan Livh, han assisteras av artisten och imitatören Mirja Burlin och radiomannen Fredrik Wegraeus.
Förutom sketcher och tävlingar förekommer musikaliska sammanblandningar utförda av Jocke Boberg och Tobias “Sjökexet” Carlsson.